# Introbio
Introbio is een gemeente in de Italiaanse provincie Lecco (regio Lombardije) en telt 1673 inwoners (31-12-2004). De oppervlakte bedraagt 25,6 km², de bevolkingsdichtheid is 64 inwoners per km².

## Demografie
Introbio telt ongeveer 720 huishoudens. Het aantal inwoners steeg in de periode 1991-2001 met 16,1% volgens cijfers uit de tienjaarlijkse volkstellingen van ISTAT.
| Jaar | Inwoneraantal |
| ---- | ------------- |
| 1991 | 1383          |
| 2001 | 1605          |

## Geografie
Introbio grenst aan de volgende gemeenten: Barzio, Gerola Alta (SO), Pasturo, Premana, Primaluna, Valtorta (BG).